# Miroslav Kalousek
Miroslav Kalousek (ur. 17 grudnia 1960 w Táborze) – czeski polityk, minister finansów w drugim rządzie Mirka Topolánka (2007–2009) oraz w rządzie Petra Nečasa (2010–2013), przewodniczący KDU-ČSL i TOP 09, długoletni deputowany.

## Życiorys
Absolwent Wyższej Szkoły Chemiczno-Technologicznej w Pradze (1984). Przez sześć lat pracował jako technolog w stołecznym przedsiębiorstwie Mitas. Od 1990 zatrudniony w administracji państwowej (m.in. jako doradca wicepremiera Republiki Czeskiej ds. transformacji ekonomicznej). W 1992 został szefem zespołu doradców rządu federalnego. Później przez rok zasiadał w zarządzie browaru produkującego m.in. piwo Pilsner Urquell. W latach 1993–1998 pełnił funkcję wiceministra obrony.
Od początku lat 90. związany z Unią Chrześcijańską i Demokratyczną – Czechosłowacką Partią Ludową (KDU-ČSL). W 1998 po raz pierwszy uzyskał mandat deputowanego do Izby Poselskiej, z powodzeniem ubiegał się o reelekcję w 2002 i w 2006. W 2003 został przewodniczącym chadecji. Po wyborach w 2006 podjął rozmowy z ČSSD ws. utworzenia mniejszościowego gabinetu popieranego przez komunistów. Doprowadziło to do protestów ze strony działaczy KDU-ČSL i jej parlamentarzystów, w konsekwencji Miroslav Kalousek zrezygnował z kierowania partią.
Od 9 stycznia 2007 do 8 maja 2009 sprawował urząd ministra finansów w drugim rządzie Mirka Topolánka. 11 czerwca 2009 wystąpił z KDU-ČSL, współtworząc nowe ugrupowanie polityczne pod nazwą TOP 09, którego został pierwszym wiceprzewodniczącym. Z jego ramienia w 2010, 2013 i 2017 odnawiał mandat poselski.
13 lipca 2010 objął stanowisko ministra finansów w rządzie premiera Petra Nečasa. Stanowisko to zajmował do 10 lipca 2013.
W listopadzie 2015 został nowym przewodniczącym partii TOP 09. Pełnił tę funkcję do listopada 2017. W styczniu 2021 zrezygnował z mandatu poselskiego.